# Mania (mythologie)
Pour les articles homonymes, voir Mania.
Dans la mythologie grecque, Mania ou Manea est une divinité personnifiant la folie.
Parfois considérée comme multiple, elle est souvent rapprochée des Érinyes, avec qui elle pourrait se confondre : comme elles, elle tourmente les coupables et les laisse sans répit.
Pausanias rapporte qu'elle possédait un sanctuaire en Arcadie entre Mégalopolis et Messène.
Dans les mythologies étrusque puis romaine, elle est la déesse de la mort et donc du monde souterrain (une déité chthonienne).
Mania est mentionnée dans l'Iliade d'Homère comme l'un des compagnons de guerre d'Arès aux côtés de Lyssa (la colère) et de Penthos (le chagrin).

## Source
- Pausanias, Description de la Grèce [détail des éditions] [lire en ligne] (VIII, 34).